# Линия M3 (Будапештский метрополитен)
Линия M3 — одна из четырёх линий Будапештского метрополитена, самая длинная линия метросистемы. Целиком расположена в Пеште, в северной части идёт с севера на юг вдоль Дуная, от станции «Кальвин тер» поворачивает на юго-восток и идёт вдоль проспекта Юллёи. Северная оконечность линии находится в будапештском районе Уйпешт, южная — в районе Кишпешт.

## Описание
Длина линии — 17 км, на ней находятся 20 станций, время поездки — 31 минута. Все станции, кроме станции «Кёбанья-Кишпешт» подземные, мелкого заложения. Станция «Кёбанья-Кишпешт» — наземная.
Переход на первую и вторую линии осуществляется на крупнейшем пересадочном узле Будапештского метрополитена — станции «Деак Ференц тер». На станции Кальвин тер можно сделать переход на четвёртую линию. Со станции «Ньюгати пайаудвар» есть выход на один из трёх основных железнодорожных вокзалов Будапешта — Западный (Ньюгати). Кроме того, пересадку на ж/д можно сделать на станциях «Кёбанья-Кишпешт» и «Уйпешт-Варошкапу», совмещённых с одноимёнными железнодорожными платформами.

## История
Первое постановление о строительстве третьей линии метро было выпущено в 1963 году, строительство стартовало в 1970. В 1976 году была открыта первая секция линии из шести станций «Деак Ференц тер» — «Надьварад тер». В 1980 году была завершена южная ветка линии открытием участка из 5 станций «Надьварад тер» — «Кёбанья-Кишпешт», после чего строительство продолжилось в северном направлении. В 1981 году открылся участок «Деак Ференц тер» — «Лехель тер» (3 станции), тремя годами позже «Лехель тер» — «Арпад хид» (2 станции), и наконец в 1990 году строительство линии было завершено открытием участка «Арпад хид» — «Уйпешт-Кёзпонт» (4 станции).
С 3 ноября 2017 года по 29 марта 2019 года прошёл первый этап реконструкции линии. Полностью был закрыт северный отрезок от станции «Лехель тер» до станции «Уйпешт-Кёзпонт» (6 станций). В рабочие дни отрезок от станции «Кёбанья-Кишпешт» до станции «Лехель тер» работал в прежнем режиме. 
С 6 апреля 2019 года был начат второй этап реконструкции линии. Полностью был закрыт южный отрезок от станции «Надьварад тер» до станции «Кёбанья-Кишпешт» (5 станций). 
С 7 марта 2020 года был начат третий этап реконструкции линии. Полностью был закрыт центральный отрезок между станциями «Надьварад тер» и «Ньюгати пайаудвар» кроме станций «Деак Ференц тер» и «Кальвин тер» (4 станции). 
После 20:30, а также в выходные и праздничные дни вся линия М3 закрыта, курсируют автобусы.

## Пересадки
| Линия | Со станции      | На станцию      |
| ----- | --------------- | --------------- |
|       | Деак Ференц тер | Деак Ференц тер |
|       | Деак Ференц тер | Деак Ференц тер |
|       | Кальвин тер     | Кальвин тер     |

## Подвижной состав
- "Ев" (модификация вагона типа "Еж", 1976 — 2013)
- "Ев-3" (модификация вагона типа "Еж-3", 1976 — 2018)[2]
- 81-717.2/81-714.2 (.2М) (модификация вагонов 81-717/714, 1980 — 2018)
- 81-717.2K/714.2К (модификация поезда типа 81-717/714.6, с марта 2017).

## Галерея станций метро линии 3 до реконструкции
- Újpest-központ
- Újpest-Városkapu
- Gyöngyösi utca
- Forgách utca
- Göncz Árpád városközpont
- Dózsa György út
- Lehel tér
- Nyugati pályaudvar
- Arany János utca
- Deák Ferenc tér
- Ferenciek tere
- Kálvin tér
- Corvin-negyed
- Semmelweis Klinikák
- Nagyvárad tér
- Népliget
- Ecseri út
- Pöttyös utca
- Határ út
- Kőbánya-Kispest

## Галерея линий метро 3 после реконструкции
- Újpest-központ
- Újpest-városkapu
- Gyöngyösi utca
- Forgách utca
- Göncz Árpád városközpont
- Dózsa György út
- Nyugati pályaudvar
- Arany János utca
- Deák Ferenc tér
- Ferenciek tere
- Kálvin tér
- Corvin-negyed
- Semmelweis Klinikák
- Népliget
- Ecseri út
- Pöttyös utca
- Határ út
- Kőbánya-Kispest

## В культуре
Линия М3 воссоздана в дополнении (моде) «Metrostroi Subway Simulator» к игре «Garry’s Mod» в Steam, функционирующая в виде аддонов в Steam Workshop и разработанная, как правило, «игроками-энтузиастами». Дополнение отличается от других симуляторов высокой реалистичностью.